# 许怀中
许怀中（1929年—），笔名许朗，男，福建仙游人，中国文学研究家，曾任中共福建省委宣传部副部长，福建省文化厅厅长，福建省文学艺术界联合会主席。